# Cadafaz (Góis)
Cadafaz is een plaats (freguesia) in de Portugese gemeente Góis en telt 283 inwoners (2001).